# Zelwa (gmina)
Zelwa – dawna gmina wiejska istniejąca do 1939 roku w województwie białostockim w Polsce (obecnie na Białorusi). Siedzibą gminy była Zelwa, która przejściowo stanowiła odrębną gminę miejską.
W okresie międzywojennym gmina Zelwa należała do powiatu wołkowyskiego w woj. białostockim. Gmina Zelwa była najdalej na wschód wysuniętą gminą powiatu wołkowyskiego, a zarazem woj. białostockiego II Rzeczypospolitej.
30 grudnia 1922 roku do gminy Zelwa przyłączono część obszaru gminy Międzyrzecz:
- gromadę Karolin (wieś i folwark Karolin),
- gromadę Żerno II (folwark Żerno);

16 października 1933 gminę Zelwa podzielono na 15 gromad: Bereżki, Borodzicze, Chołstowo, Dołgopolicze, Horno, Karolin, Konno I, Konno II, Krzywokonno, Ławrynowicze, Nowosiółki, Zblany, Zelwa, Żerno I i Żerno II.
Po wojnie obszar gminy Zelwa został odłączony od Polski i włączony do Białoruskiej Socjalistycznej Republiki Radzieckiej.